# Liste der Monuments historiques in Chassenard
Die Liste der Monuments historiques in Chassenard führt die Monuments historiques in der französischen Gemeinde Chassenard auf.

## Liste der Bauwerke
| Bezeichnung       | Beschreibung              | Standort | Kennzeichnung | Schutzstatus   | Datum | Bild           |
| ----------------- | ------------------------- | -------- | ------------- | -------------- | ----- | -------------- |
| Kirche St-Georges | Erbaut im 12. Jahrhundert | (Lage)   | PA03000012    | Inscrit Classé | 2001  | weitere Bilder |

## Liste der Objekte
| Bezeichnung                                                                                       | Beschreibung                                           | Standort                        | Kennzeichnung | Schutzstatus | Datum | Bild |
| ------------------------------------------------------------------------------------------------- | ------------------------------------------------------ | ------------------------------- | ------------- | ------------ | ----- | ---- |
| Skulptur des heiligen Georg (Foto in der Base Palissy)                                            | Holz, polychrom gefasst, 18. Jahrhundert               | in der Kirche St-Georges (Lage) | PM03000609    | Classé       | 1990  |      |
| Altar                                                                                             | Marmor, erstes Viertel des 19. Jahrhunderts            | in der Kirche St-Georges (Lage) | PM03001622    | Inscrit      | 1989  |      |
| Skulptur des heiligen Rochus (Foto in der Base Palissy)                                           | Holz, polychrom gefasst und vergoldet, 17. Jahrhundert | in der Kirche St-Georges (Lage) | PM03001622    | Inscrit      | 1989  |      |
| Bas-relief: Flucht nach Ägypten und Anbetung der Heiligen drei Könige (Fotos in der Base Palissy) | Buntsandstein, 13. Jahrhundert                         | in der Kirche St-Georges (Lage) | PM03000615    | Classé       | 1991  |      |